# Four à micro-ondes
Pour les articles homonymes, voir four (homonymie) et ondes (homonymie).
Un four à micro-ondes, ou plus simplement un micro-ondes ou même un microonde, est un appareil électroménager utilisé principalement pour le chauffage et la cuisson rapide d'aliments, par l'agitation des molécules d'eau qu'ils contiennent, sous l'effet d'un rayonnement micro-onde.
Contrairement à ce qu'affirment certaines croyances populaires, cuire ou chauffer sa nourriture au micro-ondes n'est pas nocif pour la santé et ne retire pas de nutriments aux aliments,.

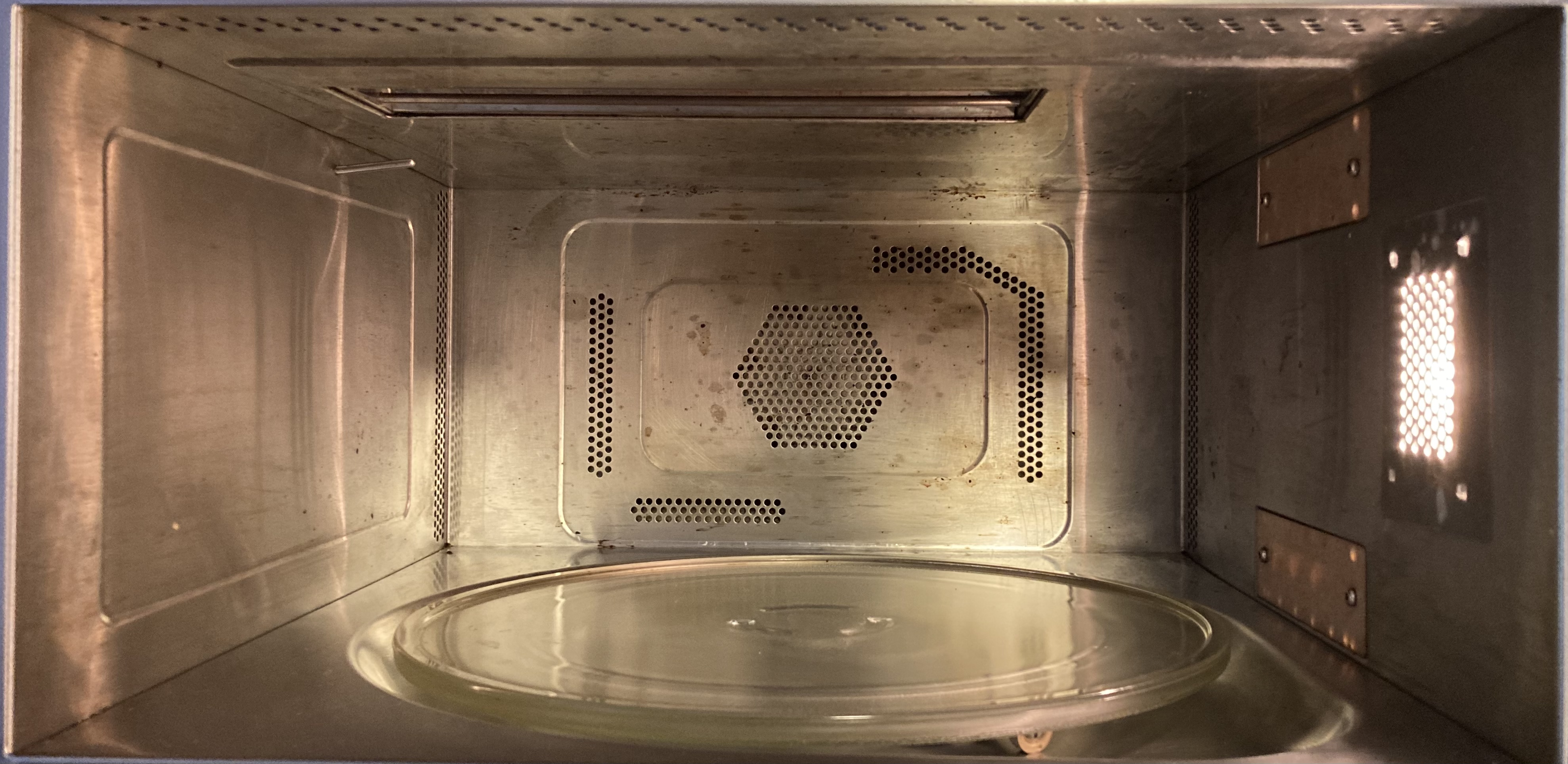
Intérieur d’un four à micro-ondes.

## Histoire
L'invention du four à micro-ondes est un exemple classique de sérendipité, c'est-à-dire une découverte accidentelle d'un effet physique suivi d'une exploitation commerciale.

### Découverte

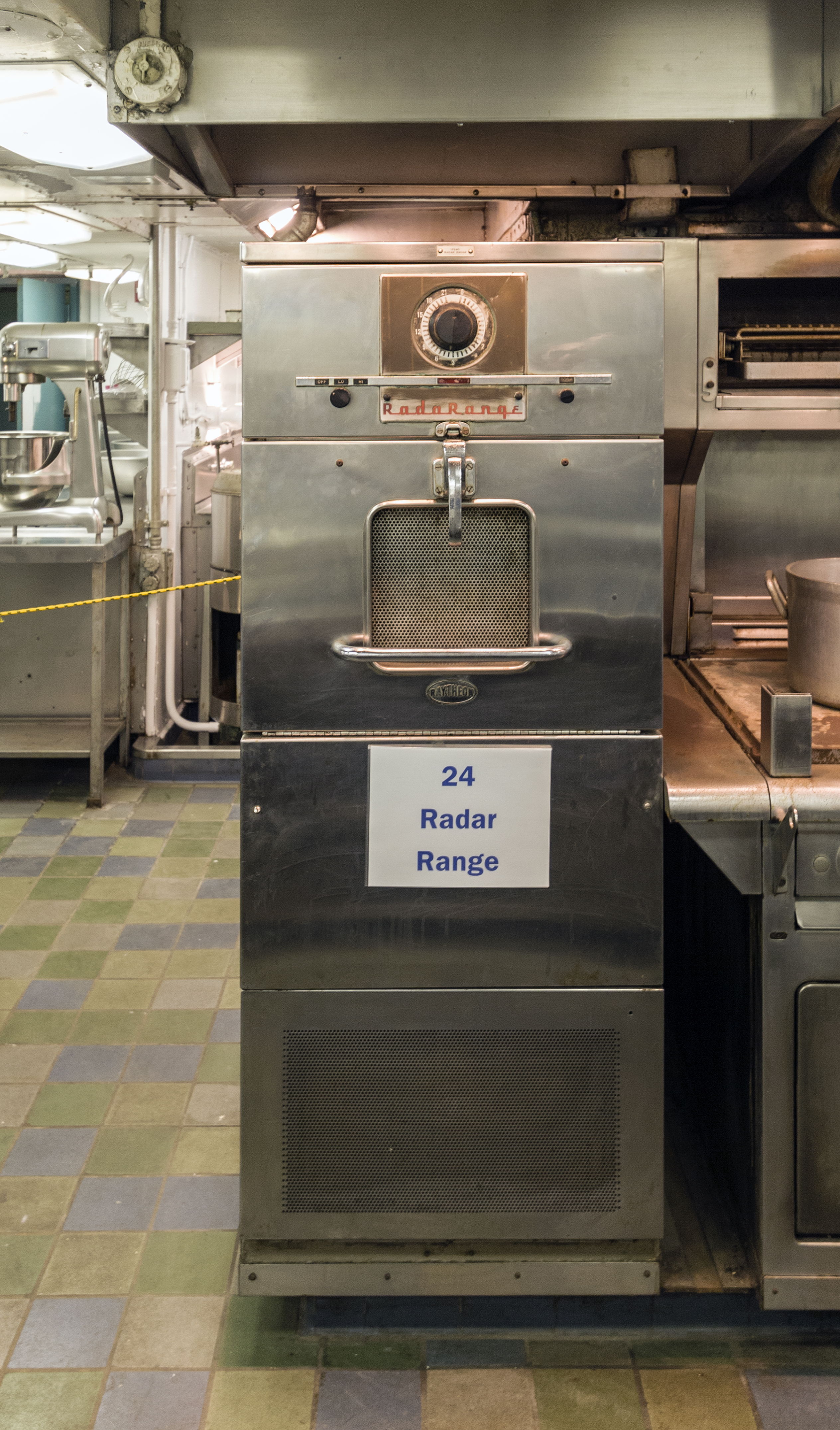
Raytheon RadaRange à bord du NS Savannah, 1961.

En 1945, l'ingénieur américain Percy Spencer, alors qu'il dirige chez Raytheon une usine de magnétrons pour radars, ressent de la chaleur dans la poche de sa blouse alors qu'il passait à proximité d'un magnétron en activité. Plongeant la main dans la poche, il découvre qu'une barre de chocolat a fondu. Il en déduit que les micro-ondes peuvent faire cuire ou réchauffer des aliments. En réalité, comme beaucoup d'autres « inventions », le processus est bien plus progressif et collectif, associant chance et expérimentations volontaires. Plusieurs personnes du laboratoire de P. Spencer avaient ressenti des échauffements en passant à côté des tubes à radiation et avaient ensuite expérimenté, notamment avec du popcorn.
Les premiers aliments à avoir été délibérément chauffés par des micro-ondes sont du pop-corn puis un œuf (qui a explosé au visage des expérimentateurs).

### Développement
En 1946, la société Raytheon acquiert le procédé de cuisson par micro-ondes, puis en 1947 construit le premier four à micro-ondes qu'elle commercialise, le Radarange, pour 2 000 à 3 000 dollars américains (34 350 dollars actuels). L'appareil mesure 1,80 mètre de haut pour un poids de 340 kg, est refroidi par un système à base d'eau et délivre une puissance de 3 kW. Le premier est acheté par un restaurant de Cleveland. La masse et le coût des premiers modèles limitent le marché aux restaurants, navires de croisière, chemins de fer ou grandes entreprises.
Après avoir racheté la société Amana Refrigeration en 1965, Raytheon s'intéresse aux moyens de transformer le micro-ondes en succès commercial pour le grand public. Pour cela il investit massivement dans la miniaturisation de l'électronique et met les composants dans des circuits intégrés. Le four à micro-ondes n'est un succès dans le grand public qu'à ce prix, avec le RR-6 Radarange 6 Touchmatic en 1975. La fabrication en série de puces électroniques pour les appareils ménagers permet de faire baisser le coût des puces destinées aux produits militaires conçus par Raytheon[réf. nécessaire].

### Conception et public
Lors de son lancement commercial, le micro-ondes n'obtient pas un succès immédiat. Le public ciblé était alors les hommes, le produit étant présenté comme un appareil pour réchauffer des plats déjà préparés sans devoir cuisiner. Il faisait partie des brown goods, produits conçus pour mettre en valeur la technologie, avec un public cible masculin.
Par la suite, le four à micro-ondes a été repensé en white good : son design a été épuré et simplifié, pour cibler le public des familles et des ménagères. Cependant, les femmes n’étaient pas satisfaites de ce nouveau mode de cuisson qu’elles jugeaient moins performant[réf. souhaitée]. La conception du four à micro-ondes a dû être changée pour que sa clientèle soit élargie. Par exemple lors de la cuisson d'un poulet, celui-ci ne dorait pas : pour pallier ce problème, les industriels ont doté certains modèles de lampes infrarouges.
En plus de la conception même du produit, fait remarquer la chercheuse en sciences sociales Cynthia Cockburn dans un de ses livres, les fours à micro-ondes sont accompagnés de deux manuels : l'un avec des instructions techniques, dont entre autres des informations sur l'installation et le câblage, et un autre avec des astuces et des recettes impliquant l'utilisation du four. Le premier ayant pour lecteurs désignés des hommes et le second s'adressant plus aux femmes. La différence de langage entre les deux manuels est marquée. Le premier est rédigé avec un style et un vocabulaire technique, alors que le deuxième est accessible et aborde un langage de tous les jours. Les designers et les concepteurs des fours à micro-ondes ont eu recours à des rédactrices pour que les messages soient mieux compris et interprétés par les clientes.
Après avoir visité une usine d’électroménager, Cynthia Cockburn écrit que tous les designers et ingénieurs étaient des hommes, que le manager en marketing était un homme mais qu'il y avait une équipe subalterne composée de femmes économistes. Elles aidaient néanmoins les designers des fours à micro-ondes en partageant leur expérience de cuisine. Il n'est pas rare à cette époque d'avoir une équipe de consultantes féminines engagées par les constructeurs pour se rapprocher de la clientèle et améliorer le marketing de leurs produits. Également dans les points de vente, où le contact avec le client est de la plus haute importance, des femmes sont employées pour aborder un discours plus proche des clientes et de la conception « féminine » de la technologie. Les femmes ont donc une présence dans le cycle de production du four à micro-ondes, mais pas forcément à la conception. C’est un produit à l'origine conçu par des hommes mais destiné à des femmes,,,.

### Commercialisation
Un article publié par Le Monde en janvier 1981 présente le four à micro-ondes comme un outil pratique de décongélation rapide et écrit au sujet du micro-onde : « Apparu en France il y a déjà quelques années, le four à micro-ondes ne se vend pas très bien. Sans doute parce qu’il est encore assez mal connu. […] En France, on espérait (en novembre dernier) atteindre le chiffre de dix-huit mille ventes pour 1980. » Selon ce même article, près de 20 millions de ces fours seraient chez des particuliers du monde entier à ce moment là. « Aux États-Unis, le taux d'équipement des foyers a atteint 18 % à fin 1980, les acheteurs étant surtout des jeunes ménages et des familles de plus de trois enfants. C'est le Japon qui a le taux d'équipement le plus élevé, puisqu'il était déjà de 26 % à fin 1978. En Europe, la Grande-Bretagne vient en tête, et cent cinquante mille appareils y ont été vendus en 1980. En Allemagne fédérale, les ventes s'accélèrent : quatre-vingt mille fours en 1980 contre onze mille en 1975. »

## Fonctionnement général

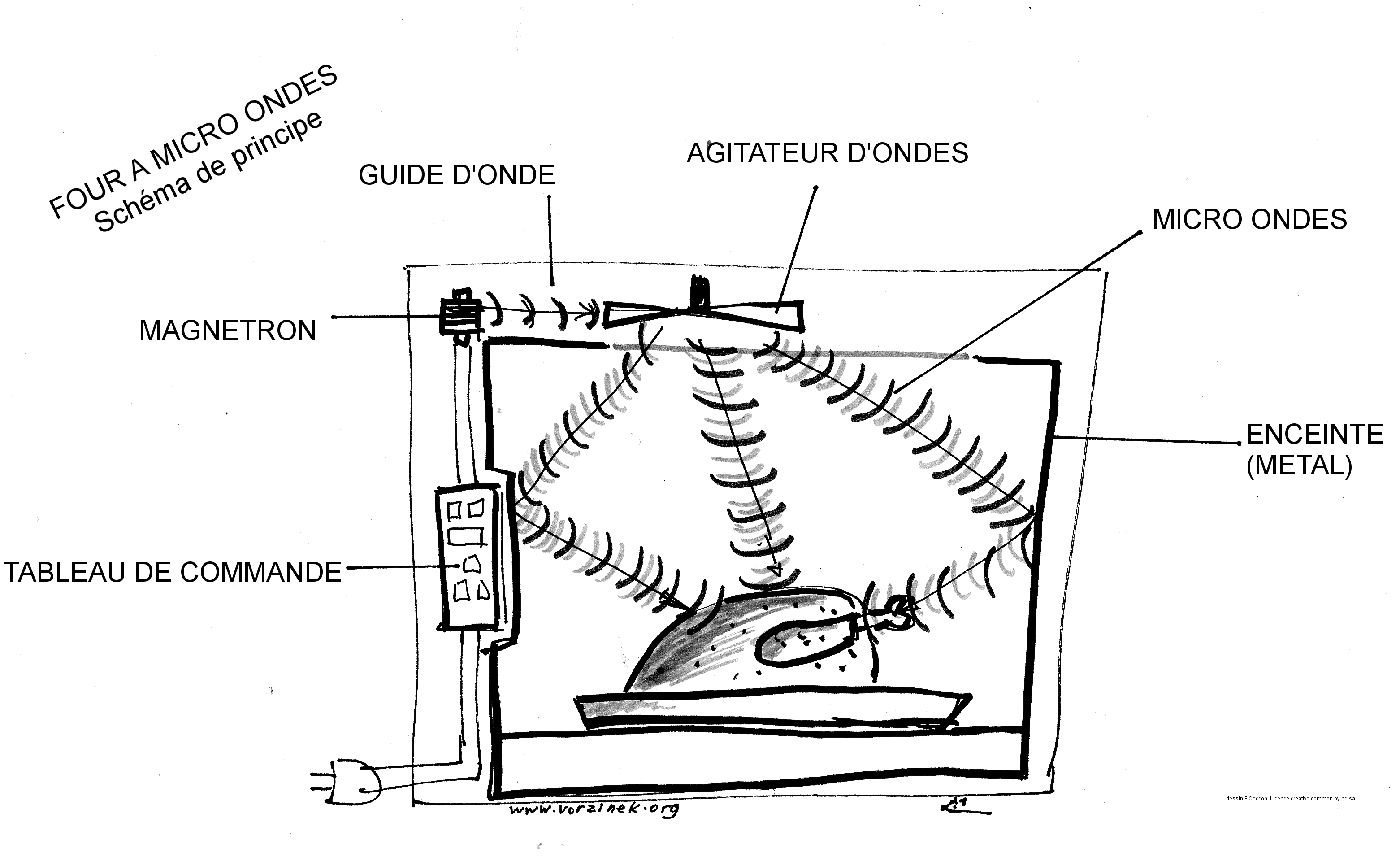
Principe de fonctionnement.

Le courant alternatif d'alimentation est converti en courant continu par l'intermédiaire d'un redresseur élévateur, d'une diode et d'un condensateur.
Le courant sortant du transformateur élévateur alimente le magnétron.

### Magnétron

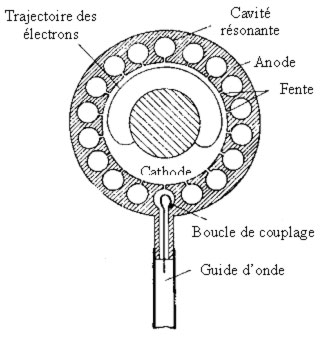
Magnétron de four à micro-ondes.

Le magnétron est constitué d'une anode cylindrique, composée de cavités, celles-ci se trouvent dans l'axe d'une cathode chauffante. Plus il y a de cavités, plus le rendement est élevé.
L'anode et la cathode sont séparées par un espace que l'on appelle l'espace d'interaction qui se trouve sous vide. Ces cavités dites « cavités résonantes » peuvent avoir des formes différentes selon le magnétron considéré. On trouve aussi deux aimants qui sont fixés perpendiculairement à l'axe du tube.
Une tension  électrique continue est appliquée entre l'anode et la cathode. Cette tension a une valeur de l'ordre de plusieurs kilovolts pour un espace d'interaction de quelques millimètres. Les électrons libérés par la cathode sont accélérés par le champ électrique continu. En l'absence des aimants, les électrons iraient directement sur l'anode. La combinaison des deux champs crée un nuage d'électrons tournant entre l'anode et la cathode. Ces charges entrent en interaction avec les cavités résonnantes du bloc anodique qui deviennent le support d’oscillations électromagnétiques. Les dimensions de ces cavités sont calculées pour que les ondes aient une fréquence de 2 450 MHz (2,45 GHz). Une partie de ces ondes est acheminée vers le guide d'ondes grâce à divers moyens de couplage.
Le guide d'ondes transmet celles-ci dans la cavité du four et elles vont permettre de réchauffer l'aliment.

### Alimentation électrique
Un magnétron de 1 000 W (puissance fournie) demande environ 2 500 V à 0,6 A en alimentation électrique. Le schéma courant est un montage de type « anode à la masse », simplifiant l'isolation. L'alimentation est très simple, avec un transformateur d'alimentation unique pour le filament, la THT, un redressement mono-alternance avec une diode et un condensateur de filtrage. Les parties sous haute tension présentent un danger mortel et le dépannage d'un micro-ondes sous tension avec le capot ouvert est extrêmement dangereux.

### Commande de puissance

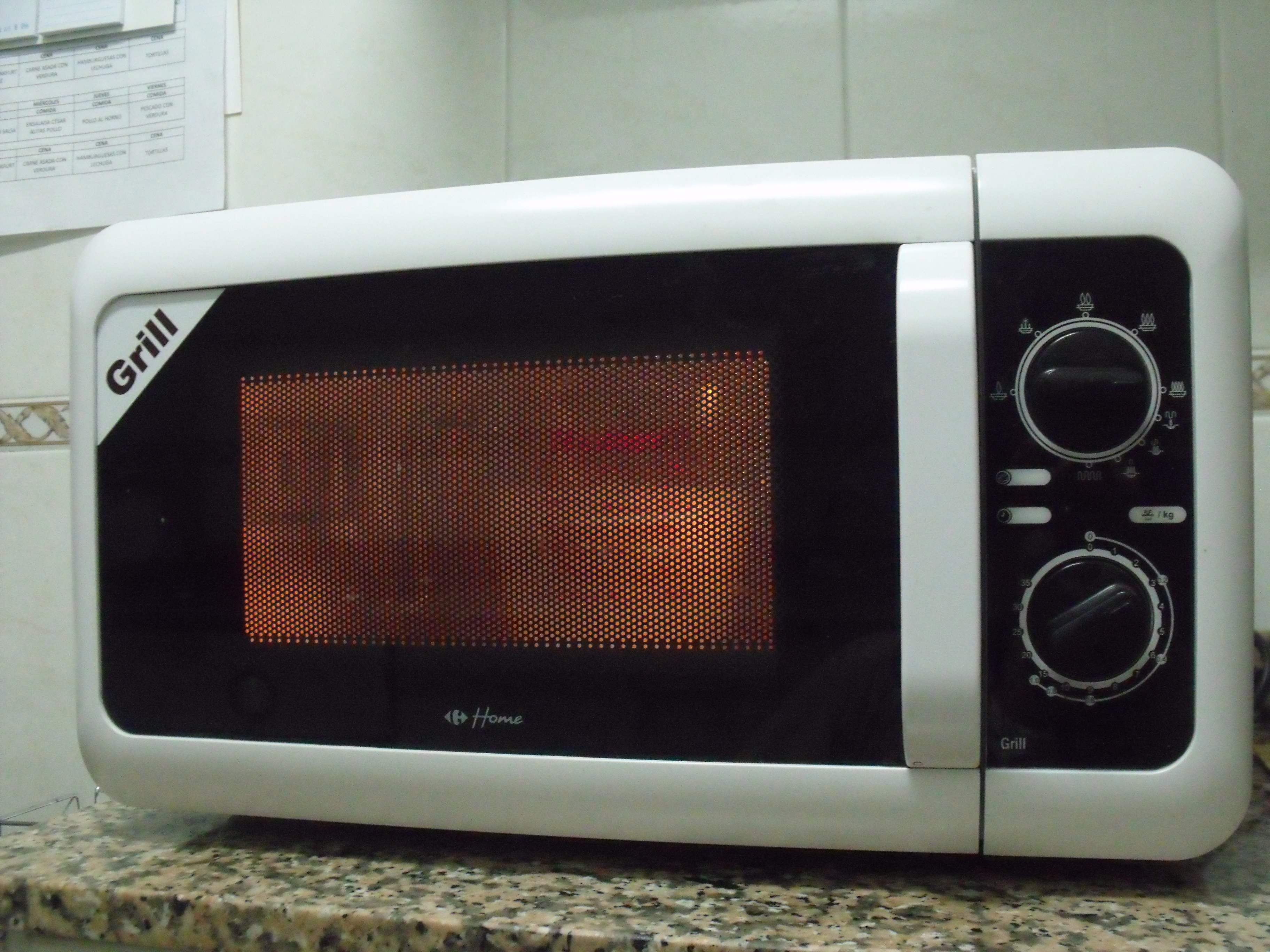
Four à micro-ondes en fonctionnement en 2014.

Le magnétron ne comporte pas d'électrode de commande et ne fonctionne qu'en « tout ou rien ». Pour faire varier la puissance de cuisson, le magnétron fonctionne par intermittence, l'alimentation est commandée en tout ou rien à un rythme relativement bas et avec un rapport cyclique de presque 0 % à 100 %, selon la puissance demandée par l'utilisateur.
Par exemple, pour un four de 800 W, si le bouton de commande est placé sur 400 W, le magnétron est alimenté pendant 15 secondes puis coupé pendant les 15 secondes suivantes puis à nouveau alimenté. Si le bouton est placé sur la puissance maximale, le magnétron est alimenté en permanence. Sur les appareils à minuterie mécanique, c'est un simple système de came avec un contact, lié à la minuterie qui permet de faire varier la puissance, et ce de façon linéaire. Sur les appareils plus récents, c'est une logique avec un microcontrôleur qui commande un relais de modulation. Cette logique peut comporter aussi des fonctions d'horloge et de démarrage décalé, des touches préréglées pour la décongélation, etc.
La fréquence de ce découpage étant faible car la période avoisine les 30 secondes, le ratio affiché ne correspond que très approximativement au ratio réel pour des durées d'utilisation inférieures à une ou deux minutes.

### Cuisson de l'aliment

#### Action des micro-ondes sur la molécule d'eau

Représentation schématique d'une molécule d'eau avec en rouge l'atome d'oxygène et en blanc les atomes d'hydrogène.

Les cellules de matière organique renferment essentiellement des molécules d'eau. La molécule d'eau est formée d'un atome d'oxygène et deux atomes d'hydrogène (formule chimique : H2O). Elle est dipolaire, c'est-à-dire que le barycentre des charges négatives et celui des charges positives ne sont pas confondus ; cela est dû au fait que l'atome d'oxygène est plus électronégatif que celui d'hydrogène, et à la géométrie coudée de la molécule. Le champ électromagnétique a également tendance à polariser les molécules non polaires.
Les molécules d'eau d'un aliment à l'état normal sont dans le désordre : elles ne respectent aucun ordre d'orientation particulier. Mais lorsqu'elles sont soumises à un champ électrique continu, les pôles positifs des molécules d'eau ont tendance à s'orienter en direction de ce dernier.
Quand elles sont soumises aux micro-ondes, les molécules d'eau de l'aliment s'orientent en direction du champ électrique qui compose ces ondes. Ce champ étant tournant, les pôles tournent donc perpendiculairement à l'axe de symétrie de la molécule. Les liaisons entre molécules d'eau par pont d'hydrogène et les liaisons de van der Waals entre molécules ont tendance à freiner la rotation des molécules d'eau : c'est ce freinage qui provoque l'échauffement.
Si le four émettait en fréquence plus basse, il ferait tout autant tourner les molécules d'eau mais il n'y aurait pas d'absorption de l'énergie des ondes dans l'aliment et donc de dégagement de chaleur. En effet, ce n'est qu'au-delà de la fréquence de 1 GHz environ que l'oscillation de l'eau a du mal à suivre l'oscillation du champ électrique des micro-ondes à cause du freinage. Il s'ensuit que pour des fréquences égales ou supérieures à celle-ci, un déphasage apparaît entre les orientations respectives de ce champ et de la molécule d'eau. La conséquence est ce que l'on appelle une perte diélectrique, génératrice de chaleur, et due à un phénomène que l'on appelle « relaxation » des molécules d'eau. Il ne s'agit donc pas d'un quelconque phénomène de résonance. La pulsation idéale des molécules correspond à l'inverse du temps de relaxation de la polarisation macroscopique de la cellule vers 0 si les micro-ondes sont coupées. C'est effectivement la pulsation pour laquelle la partie imaginaire de la permittivité de Debye est maximale. C'est cette composante imaginaire qui correspond au retard de la polarisation sur le champ électrique.
Le choix de la fréquence du micro-ondes ressort d'un juste compromis entre réchauffement de l'aliment et pénétration dans celui-ci. En effet, si l'on avait choisi une fréquence plus faible, l'onde traverserait l'aliment sans le réchauffer, puisque les molécules oscilleraient librement, permettant une conservation du champ électrique dans la matière, et donc sans causer de perte diélectrique. En revanche, si l'on avait choisi une fréquence plus élevée, l'onde serait totalement absorbée en surface de l'aliment diélectrique à pertes dans une épaisseur de peau inversement proportionnelle à la fréquence et dépendant essentiellement de l'angle de perte du matériau, et donc la localisation de la totalité des pertes diélectriques en surface.
À la suite du dégagement de chaleur, l'élévation de température se transmet aux différentes couches de l'aliment par conduction et réchauffe ainsi une partie de l'aliment. La quantité d'eau n'étant pas répartie de la même façon dans l'aliment, certaines parties de l'aliment sont plus ou moins chaudes que d'autres.
De plus lorsqu'il y a dégagement de chaleur les molécules d'eau ont tendance à passer de l'état liquide à l'état gazeux, le volume de vapeur ainsi produit ne peut pas forcément être contenu dans l'aliment c'est pour cela que certains aliments explosent.
À la fréquence du four micro-ondes, la molécule d'eau est quasiment la seule à tourner, à cause de sa petite taille, la présence d'eau dans l'aliment, à cuire ou à réchauffer, ou dans le four est donc indispensable.

#### Pénétration des ondes à l'intérieur de l'aliment
La pénétration des ondes à l'intérieur d'un aliment diffère en fonction de ce dernier, plus particulièrement de sa concentration et sa composition.
Lorsqu'un aliment est soumis à un rayonnement de micro-ondes, il n'en absorbe qu'une partie. La partie absorbée est transformée en énergie calorifique et c'est grâce à elle que l'aliment chauffe. La partie non absorbée est transmise ou réfléchie.
Pour éviter que certaines parties de l'aliment ne soient brûlées ou que d'autres restent froides, il faut que les ondes atteignent tous les endroits de l'aliment. Pour ce faire, l'aliment est déposé sur un plateau tournant. Ainsi, lorsque les parois de la cavité du four font réfléchir les ondes, celles-ci atteignent différents endroits de l'aliment mis sur ce plateau tournant, ce qui assure une distribution relativement plus homogène des ondes dans l'aliment.

## Objets métalliques dans un four à micro-ondes
Les objets métalliques dans un four à micro-ondes peuvent générer un phénomène électrique en raison du champ électrique produit. Aux coins anguleux et pointus du métal qui est un conducteur électrique, des gradients du champ sont créés, ce qui donne lieu à des arcs électriques : c'est l'effet de pointe. Il existe toutefois des objets métalliques spéciaux avec des coins arrondis, qui ne provoquent pas de décharges électriques. Les emballages de faible hauteur en acier ou en aluminium, avec une large ouverture, permettent un réchauffage efficace et sans production d'arcs dans les fours actuels. Et les verres de cafetières électriques, même pourvus d'un cerclage métallique, sont généralement compatibles avec les fours à micro-ondes et vendus comme tels.

## Rayonnement et danger pour la santé
Contrairement à une croyance populaire diffusée notamment par des médias qui se réclament de la médecine alternative, le rayonnement micro-onde n'est pas ionisant. Il présente moins de risque que les rayons X, les rayons gamma ou la simple exposition prolongée et répétitive au soleil qui peut causer des mélanomes. De plus, les ondes ne peuvent en aucun cas « rester » dans la nourriture, les aliments ne deviennent pas radioactifs et aucune étude scientifique n'a mis en relation fours à micro-ondes et cancers,. En revanche, le réchauffement des aliments aux micro-ondes entraîne des modifications chimiques dans ces derniers comme c'est le cas de tous les moyens de cuisson (four « traditionnel », poêle, à la vapeur, etc.). Par rapport aux méthodes « conventionnelles » de cuisson, le four à micro-ondes conserve mieux les vitamines B et C et oxyde moins les graisses (ces différences sont faibles). Le principal risque lié à un four à micro-onde bien entretenu est de nature thermique (brûlures lors de la consommation des aliments).
Cependant, l'utilisation d'un four dont la porte (ou les joints) serait endommagée peut présenter un certain danger  et les utilisateurs de ce type de four doivent veiller à son bon état,,. En effet, le compartiment d'un four à micro-ondes agît comme une cage de Faraday et une porte endommagée pourrait conduire à une « fuite » d'ondes. Il existe cependant des normes concernant le niveau de fuite des fours neufs : le niveau maximal toléré est de 5 mW/cm2 mesuré à 5 cm. Si le four n'est pas endommagé, étant donné les distances et durées d'utilisation, l'exposition aux ondes électromagnétiques est très inférieure à celle liée à l'utilisation d'un téléphone mobile.
D'après une étude de l'Office fédéral de la santé publique en Suisse, le rayonnement moyen mesuré pour les fours usagés est de 0,41 mW/cm2, soit 12 fois moins que le niveau de fuite maximal toléré. Le débit d'absorption spécifique mesuré à une distance de 5 cm pour un débit de fuite égale au maximum toléré est en moyenne de 0,256 W/kg soit 10 fois moins que la valeur limite recommandée pour un téléphone mobile. Pour les fours neufs, et la majorité des fours usagés, le rayonnement est inférieur à celui d'une connexion Wi-Fi. Ces nombres restent des moyennes et ne constituent pas une garantie : un four peut être en dehors de ces valeurs.
Les premiers modèles de stimulateurs cardiaques peuvent être perturbés par la proximité d'un four à micro-onde. Cependant, grâce à l'amélioration des stimulateurs et des fours, les modèles récents de stimulateur ne sont plus touchés par ce problème.

## Bruit des fours à micro-ondes
Les organes d'un four à micro-ondes sont principalement optimisés pour abaisser son coût, améliorer l'ergonomie et l'esthétique, secondairement pour diminuer son bruit. En dehors des bruits de cuisson, il y a trois sources de bruits :
- le transformateur vibrant à la fréquence du secteur, en raison de l'extrême économie réalisée sur sa technologie (enroulements non enrobés, pertes fer importantes) ;
- le ventilateur, qui doit être assez puissant pour évacuer environ 40 % de l'énergie consommée et refroidir la cavité à la fin de la cuisson dans certains micro-ondes ;
- le plateau tournant, son moteur et ses roulements.

Ces bruits sont souvent amplifiés par la carrosserie faite de tôles simples sans traitement anti-vibrations.

## Précautions d'utilisation
Les micro-ondes chauffent et cuisent en agitant les molécules d'eau et de graisse des aliments sur une épaisseur d'un ou deux centimètres. De ce fait, il vaut mieux ne chauffer que des aliments peu épais et bien mélanger avant de servir, afin d’égaliser la chaleur dans le contenu servi.
Des cas de brûlure ont été signalés dans le cas de compresses mouillées et chauffées par micro-ondes, de même qu'en cas de chauffage de biberons, notamment du fait d'une répartition inégale de la chaleur,.
Après chauffage au micro-ondes, il faut penser à mélanger la nourriture, à remuer les liquides, ou à attendre quelques minutes que la température s’homogénéise ; sans se fier à la température de contenants en plastique, ou en verre, qui sont des isolants.

## Précautions lors de réparation
La réparation d'un four à micro-ondes présente des risques élevés d’électrocution, même lorsqu'il est débranché de la prise électrique à cause de la tension résiduelle aux bornes du condensateur. Cette dernière peut atteindre 4 000 volts. Ce condensateur est généralement en parallèle avec une résistance de saignée mais celle-ci peut être inopérante à la suite d'un problème, il est donc préférable de systématiquement prendre la précaution de décharger le condensateur.
Après avoir débranché l'appareil, en étant équipé de gants spéciaux homologués HT (haute tension) de classe 1, il faut le court-circuiter avec une pince isolée afin de le décharger totalement.

## Utilisations industrielles

### Utilisation en chimie et en biologie moléculaire
Les micro-ondes sont utilisées depuis la fin des années 1990 dans les laboratoires de chimie (synthèse assistée par micro-ondes). Dans une réaction chimique, les micro-ondes vont activer directement les ions ainsi que la plupart des molécules qui possèdent un moment dipolaire. Étant donné que le transfert d'énergie entre les micro-ondes et les molécules est extrêmement rapide (de l'ordre de la nanoseconde), les molécules de réactif ou de solvant sont incapables de relaxer complètement (de l'ordre du dixième de microseconde) et d'atteindre l'équilibre thermique. Cela crée un état hors-équilibre qui se traduit par une température instantanée (Ti) des molécules. Cette température n'est pas directement mesurable, mais est bien plus élevée que celle mesurée (celle du solvant, Ts). La synthèse assistée par micro-ondes a trouvé ses premières applications en chimie organique, où certaines réactions se sont révélées 1 000 fois plus rapides avec un chauffage micro-ondes qu'avec un chauffage traditionnel (bain d'huile, plaque chauffante, etc.). Depuis 2000, les travaux se multiplient également dans le domaine de la synthèse de matériaux et nanomatériaux par chauffage micro-ondes.
Des travaux sont également en cours sur la digestion assistée par micro-ondes de protéines, avant un traitement au spectromètre de masse servant à les identifier. La digestion des protéines par la trypsine est une opération longue et le passage au four à micro-ondes pendant cette phase permet de la raccourcir considérablement (5 minutes au lieu de 16 heures). Cette technique n'a été testée que sur des protéines connues et n'est peut-être pas applicable à tous les échantillons.

### Utilisation pour le séchage et la déshydratation
De gros fours à micro-onde sont utilisés pour le séchage du bois. Dans le domaine de l'agroalimentaire, les micro-ondes sont utilisées pour le séchage, la stérilisation et la cuisson.

### Utilisation en très haute température
Les micro-ondes peuvent être utilisées pour chauffer du verre en fusion. Plusieurs recherches sur la vitrification de matériaux ont été menées,.